# GAIS
A GAIS, teljes nevén Göteborgs Atlet- & Idrottssällskap egy svéd labdarúgócsapat. A klubot 1894-ben alapították, jelenleg az első osztályban szerepel. Az egyik legsikeresebb svéd csapat.

## Sikerek
- Bajnokság:
  - Győztes (4): 1919, 1922, 1924–25, 1926–27, 1930–31, 1953–54
  - Második (4): 1925–26, 1932–33, 1933–34, 1941–42

- Svenska Serien:
  - Győztes (1): 1923–24

- Svenska Mästerskapet:
  - Győztes (2): 1919, 1922

- Svenska Cupen:
  - Winners (1): 1942
  - Runners-up (1): 1986–87

## Jelenlegi keret
2009. július 16. szerint.
| #  |                    | Poszt | Név                 |
| -- | ------------------ | ----- | ------------------- |
| 1  | SWE                | K     | Dime Jankulovski    |
| 2  | Kongói Köztársaság | V     | Richard Ekunde      |
| 4  | ISL                | V     | Hallgrímur Jónasson |
| 6  | GHA                | KP    | Reuben Ayarna       |
| 7  | SWE                | V     | Jonas Lundén        |
| 8  | SWE                | KP    | Richard Spong       |
| 9  | ISL                | CS    | Guðjón Baldvinsson  |
| 11 | SWE                | KP    | Tommy Lycén         |
| 12 | SWE                | K     | Magnus Jonsson      |
| 13 | ENG                | V     | Calum Angus         |
| 15 | SWE                | KP    | Fredrik Lundgren    |
| 16 | SWE                | V     | Mikael Dahlgren     |
| 17 | SWE                | KP    | Johan Mårtensson    |

| #  |        | Poszt | Név                                                 |
| -- | ------ | ----- | --------------------------------------------------- |
| 18 | SWE    | CS    | Pär Ericsson                                        |
| 20 | SWE    | V     | Kenneth Gustavsson                                  |
| 21 | SWE    | KP    | Mattias Lindström                                   |
| 22 | SWE    | V     | Björn Andersson                                     |
| 23 | ISL    | KP    | Eyjólfur Héðinsson                                  |
| 24 | SWE    | KP    | Johan Pettersson                                    |
| 25 | Brazil | KP    | Wanderson do Carmo                                  |
| 27 | SWE    | KP    | Mervan Celik                                        |
| 29 | Brazil | KP    | Romario Pereira Sipiao                              |
| 31 | SWE    | K     | Emir Yazvin                                         |
| 32 | SWE    | CS    | Tobias Holmqvist (Kölcsönben a Helsingborgs IF-től) |
| —  | ARM    | KP    | Levon Pachajyan                                     |

### Kölcsönben
| # |              | Poszt | Név                                    |
| - | ------------ | ----- | -------------------------------------- |
| — | SWE          | V     | Andreas Tobiasson (Vasalunds IF)       |
| — | Azerbajdzsán | CS    | Anatoli Ponomarev (Vasalunds IF)       |
| — | SWE          | CS    | Christos Christoforidis (Syrianska FC) |

| # |     | Poszt | Név                                 |
| - | --- | ----- | ----------------------------------- |
| — | ISL | V     | Guðmundur Gunnarsson (KR Reykjavík) |
| — | SWE | KP    | Daniel Nicklasson (Mjällby AIF)     |

## Külső hivatkozások
- Hivatalos weboldal
- Supporterklubben Makrillarna - szurkolói oldal
- Gårdakvarnen - szurkolói oldal
- Gronsvart.com - szurkolói oldal
- Grönsvart Göteborg - szurkolói oldal Archiválva 2012. március 12-i dátummal a Wayback Machine-ben